# Portada/article febrer 7

## Segona Guerra Mundial
La Segona Guerra Mundial va ser un conflicte bèl·lic que va involucrar la majoria de les nacions del món, incloent-hi totes les grans potències, organitzades en dues aliances militars: els Aliats i les potències de l'Eix. La guerra va involucrar uns 100 milions de militars i la mort d'entre 50 a 60 milions de persones, la major part civils, un 3% de la població mundial de l'època, sent el conflicte més mortífer a la història humana i el primer (i per ara únic) en què es van usar armes nuclears.
Va ser el conflicte armat més gran de la història i s'estima que va tenir un cost, en diners i en recursos, major que totes les altres guerres juntes.